# مارسيل شانتال
مارسيل شانتال (بالفرنسية: Marcelle Chantal)‏ هي ممثلة فرنسية، ولدت في 9 فبراير 1898 بباريس في فرنسا، وتوفيت بنفس المكان في 11 مارس 1960.

## وصلات خارجية
- مارسيل شانتال على موقع IMDb (الإنجليزية)
- مارسيل شانتال على موقع ألو سيني (الفرنسية)
- مارسيل شانتال على موقع ميوزك برينز (الإنجليزية)
- مارسيل شانتال على موقع أول موفي (الإنجليزية)
- مارسيل شانتال على موقع قاعدة بيانات الأفلام السويدية (السويدية)
- مارسيل شانتال على موقع قاعدة بيانات الفيلم (الإنجليزية)
- مارسيل شانتال على موقع كينوبويسك (الروسية)